# Ghanská univerzita
Ghanská univerzita (anglicky University of Ghana) je nejstarší a největší ze třinácti veřejných ghanských vysokých škol. Založena byla roku 1948 v době, kdy byla Ghana ještě součástí britské kolonie známé pod názvem Zlatonosné pobřeží. Původně byla univerzita pojmenována jako Univerzitní kolej Zlatonosného pobřeží (anglicky University College of the Gold Coast). V té době byla tato vysoká škola pobočkou Londýnské univerzity. Mateřská univerzita dohlížela na místní akademické programy a udílela tituly. Poté, co získala Ghana v roce 1957 nezávislost, byla škola přejmenována na Univerzitní kolej Ghany (anglicky University College of Ghana). V roce 1961 škola opět změnila jméno, tentokrát na Ghanskou univerzitu a získala plný status univerzity.

## Historie
Na počátku vzniku první ghanské vysoké školy bylo ustanovení Západoafrické komise Asquithovy komise pro vyšší vzdělávání koloniích v roce 1943. Komisi předsedal Rt. Hon. Walter Elliot. Nejdříve bylo doporučeno zřízení pouze jediné vysoké školy v britské západní Africe, která měla být v Nigérii. Tento návrh však byl zamítnut. Komise poté v roce 1945 doporučila zřízení univerzitních kolejích ve spojení s Londýnskou univerzitou. Následně byla 11. srpna 1948 založena Univerzitní kolej Zlatonosného pobřeží za účelem poskytování a podpory univerzitního vzdělávání a výzkumu.
V roce 1961 ghanská vláda vedená Kwame Nkrumahem schválila zákon o Ghanské univerzitě (University of Ghana Act, 1961), která pokračovala v tradici původní univerzitní koleje. Tímto zákonem získala univerzita svrchovaný status univerzity s mandátem udílet vlastní akademické tituly.

## Kancléři a vicekancléři

### Kancléři

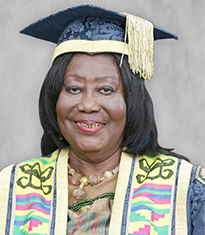
Mary Chinery-Hesse

Od 1. srpna 2018 zastává funkci kancléřky Ghanské univerzity Mary Chinery-Hesse.
Seznam bývalých univerzitních kancléřů:
- Kwame Nkrumah (1961–1965)
- Joseph Arthur Ankrah (1966–1968)
- Akwasi Afrifa (1969)
- Edward Akufo-Addo (1970–1971)
- Ignatius Kutu Acheampong (1972–1978)
- Fred Akuffo (1978–1979)
- Hilla Limann (1979–1981)
- Jerry Rawlings (1982–1991)
- Emmanuel Noi Omaboe (1998–2005)
- Kofi Annan (2008–2018)

### Vicekancléři
Od 1. srpna 2021 je prozatímní vicekancléřkou Nana Aba Appiah Amfo.
Seznam vicekancléřů a ředitelů:
- ředitel David Mowbray Balme (Univerzitní kolej Zlatonosného pobřeží, 1948–1957)
- ředitel David Mowbray Balme (Univerzitní kolej Ghany, 1957–1958)
- ředitel Raymond Henry Stoughton (Univerzitní kolej Ghany, 1958–1961)
- vicekancléř Conor Cruise O'Brien (Ghanská univerzita, 1962–1965)
- vicekancléř Alexander Kwapong (Ghanská univerzita, 1966–1975)
- vicekancléř Daniel Adzei Bekoe (Ghanská univerzita, 1976–1983)
- vicekancléř Akilagpa Sawyerr (Ghanská univerzita, 1985–1992)
- vicekancléř George Benneh (Ghanská univerzita, 1992–1996)
- vicekancléř Ivan Addae-Mensah (Ghanská univerzita, 1996–2002)
- vicekancléř Kwadwo Asenso-Okyere (Ghanská univerzita, 2002–2006)
- vicekancléř Clifford Nii-Boi Tagoe (Ghanská univerzita, 2006–2010)
- vicekancléř Ernest Aryeetey (Ghanská univerzita, 2010–2016)
- vicekancléř Ebenezer Oduro Owusu (Ghanská univerzita, 2016–2021)
- prozatímní vicekancléřka Nana Aba Appiah Amfo (Ghandská univerzita, od 2021)